# Kitaakita (stad)
Kitaakita (Japans: 北秋田市, Kitaakita-shi, letterlijk.: 'Noord-Akita') is een stad in de prefectuur Akita in het noorden van Honshu, Japan. Op 1 november 2009 had de stad 37.150 inwoners. De bevolkingsdichtheid bedroeg 32,2 inw./km². De oppervlakte van de stad is 1152,57 km².

## Geschiedenis
Kitaakita werd op 22 maart 2003 een stad (shi) door de samenvoeging van de gemeenten Takanosu (鷹巣町, Takanosu-machi), Aikawa (合川町, Aikawa-machi), Moriyoshi (森吉町, Moriyoshi-machi) en Ani (阿仁町, Ani-machi).

## Verkeer
Nabij Kitaakita ligt de luchthaven Odate Noshiro (alleen binnenlandse vluchten van All Nippon Airways).
Kitaakita ligt aan de Ou-hoofdlijn van de East Japan Railway Company.
Kitaakita ligt aan de autowegen 7, 105 en 285.

## Geboren in Kitaakita
- Norihito Kobayashi (小林 範仁,Kobayashi Norihito;4 mei 1982), een Japanse noordse combinatieskiër
- Yusuke Minato (湊 祐介,Minato Yusuke;13 mei 1985), een Japanse noordse combinatieskiër.

## Aangrenzende steden
- Akita
- Noshiro
- Kazuno
- Senboku
- Odate